# Kazym (plaats)
Kazym (Russisch: Казым) is een plaats (selo) in het district Belojarski in het noorden van het Russische autonome district Chanto-Mansië van de oblast Tjoemen. De plaats ligt op het West-Siberisch Laagland aan de rivier de Amnja (zijrivier van de Kazym, stroomgebied van de Ob).

## Geschiedenis
De plaats wordt al lange tijd bewoond door Chanten. De plaats Kazym vormde onderdeel van het Chantische vorstendom Kazym, dat zich uitstrekte over de rivier de Kazym en haar zijrivieren (meestal bezat een Chantische clan een hele riviervallei). In 1583 trok Jermak met zijn Kozakkenleger over de Ob en onderwierp het Chantische vorstendom Koda, waarbij hij mogelijk ook Kazym aandeed, dat toen onderdeel vormde van het kanaat Sibir. De Russen vestigden geleidelijk aan handelsposten in de regio, waarbij Kazym de centrale plaats werd in het gebied. Toen de Sovjets hun collectivisatie uitvoerden vanaf eind jaren '20, kwamen de Chanten in opstand. In Kazym bevond zich de selsovjet en werd tot 'cultuurbasis' benoemd. Er werd ook een internaat geplaatst, waar Chantische kinderen verplicht heen moesten en verboden werd hun eigen taal Ostjaaks te spreken of kennis te verwerven met betrekking tot gewoontes en gebruiken uit de Chantische cultuur.
Ook werden hooggeachte Chantische leiders tot 'koelakken' bestempeld en onteigend van hun rendierkuddes en werd het Chantische leven op allerlei wijze aangepakt. In 1933 mondde het conflict uit in de Kazymopstand. Deze opstand werd een jaar later op bloedige wijze de kop ingedrukt door de OGPOe (voorloper van de NKVD) en de Rode Luchtmacht, die afgelegen Chantische dorpen bombardeerde. Honderden mensen werden opgepakt en velen werden geëxecuteerd of verdwenen in Goelagkampen. Na deze opstand werd het Chantische culturele en religieuze (sjamanisme) leven volledig onder controle van de staat gebracht en waar dit de groot-communistische gedachte niet ondersteunde volledig verboden. In 1959 werd gas gevonden in de buurt van de latere stad Belojarski, hetgeen een stroom van Russen naar het gebied bracht. In 1988 nam Belojarski, dat toen meer dan 14.000 inwoners telde, de functie van bestuurlijk centrum over van Kazym.

## Economie en cultuur
De inwoners houden zich vooral bezig met de rendierhouderij. De plaats heeft ook een haven aan de  Amnjarivier.
In de plaats bevindt zich een nationaal etnografisch park-museum.